# Орлов Юрій Михайлович

Юрій Михайлович Орлов (16 квітня 1928 сибірська д. Бородінка Крапивинського району Кемеровської області — 11 вересня 2000, м. Москва) — російський вчений, доктор психологічних наук, професор педагогіки, психології та філософії, кандидат філософських наук, практикуючий психолог, творець теорії і практики СаноГенного (оздоровлюючого) Мислення (СГМ), автор книг з психології особистості («Самопізнання і самовиховання характеру», «Сходження до індивідуальності», «Образа. Вина», «Сором. Заздрість», «Як берегти любов», «Навчення. Становлення людини», «Психологія примусу. Психологія ненасильства», «Зцілення філософією», «Філософія гіпертонічної хвороби» і багатьох інших).

## Біографія
У 1947—1949 рр. навчався у Ленінграді в військово-морській медичній академії ім. С. М. Кірова. Однак через слабке здоров'я був відрахований з неї.
Після цього вступив до Челябінського педагогічного інституту за спеціальністю «історія». За три роки, з 1949 по 1952 р, він заочно пройшов п'ятирічний курс і спеціально розробив продуману «систему управління поведінкою екзаменатора». Одночасно з навчанням Ю. М. Орлов викладав в школі історію, психологію і логіку.
З 1953 по 1956 навчався в Інституті філософії АН СРСР в очній аспірантурі. Наукову ступінь кандидата філософських наук він отримав за дисертацію про діалектику відносної і абсолютної істини в пізнанні (науковий керівник — Таванець).
З 1964 по 1971 був завідувачем кафедри педагогіки і психології Балашовського педінституту імені М. Г. Чернишевського — рідкісний випадок в радянські часи, коли безпартійна людина завідувала гуманітарною кафедрою.
З 1969 по 1971 читав лекції з теорії експерименту і математичної статистики в психології в Інституті підвищення кваліфікації психологів АПН. Його лекції користувалися успіхом у слухачів , його лекції (порівняно з лекціями професорів математиків з МГУ) були більш зрозумілі, конкретні і практичні для слухачів психологів, які прагнули опанувати математичну статистику в психології. Як наслідок, Орлова запросили до співпраці в якості професора.
З 1973 по 2000 Ю. М. Орлов працював в Московській Медичної академії ім. І. М. Сеченова і завідував там кафедрою педагогіки та медичної психології. Він успішно захистив докторську дисертацію по психології («Потребно-мотиваційні чинники ефективності навчальної діяльності студентів ВНЗ»).
З 1993 по 2000 був дійсним членом Міжнародної академії інформатизації і президентом відділення психології цієї академії.
Помер в 2000 році. Похований на Хованському кладовищі.

## Праці
Розроблені:
- концепція ефективності навчання;
- запитальники для вимірювання потреб у досягненнях в афіліації і в домінуванні, тривожності в екзаменаційній ситуації;
- розробив когнітивно-емотивний тест КЕТ для вимірювання певних видів рефлексії[6][7]
- ввів нове поняття «потребностний профіль»[6][8];
- ввів поняття мотиваційного синдрому потреби;
- розробив теорію і практику саногенного мислення (СГМ) як методу оздоровлення людини і технологію навчання саногенної рефлексії, при цьому СГМ застосовується в системі психогігієни і оздоровлення.
- Юрій Михайлович є автором понад 30 книг з психології особистості, виховання та оздоровленню людини, ним написані понад 100 статей в наукових і популярних журналах, регулярно виступав з лекціями, вів активне громадське життя. В останні роки Орлов вів в Політехнічному музеї систематичний курс філософії і психології саногенного мислення, брав участь в наукових передачах[9].

У своїх роботах Ю. М. Орлов критично відгукувався про теорію діяльності: «Я робив вигляд, що поділяю цю хирляву теорію діяльності Леонтьєва, яка, загалом, завела психологію в глухий кут».

## Родина
- Дружина: Олена Іванівна Красникова — психолог;
- Син: Іван Юрійович Орлов — фотограф.